# ロアノーク工場

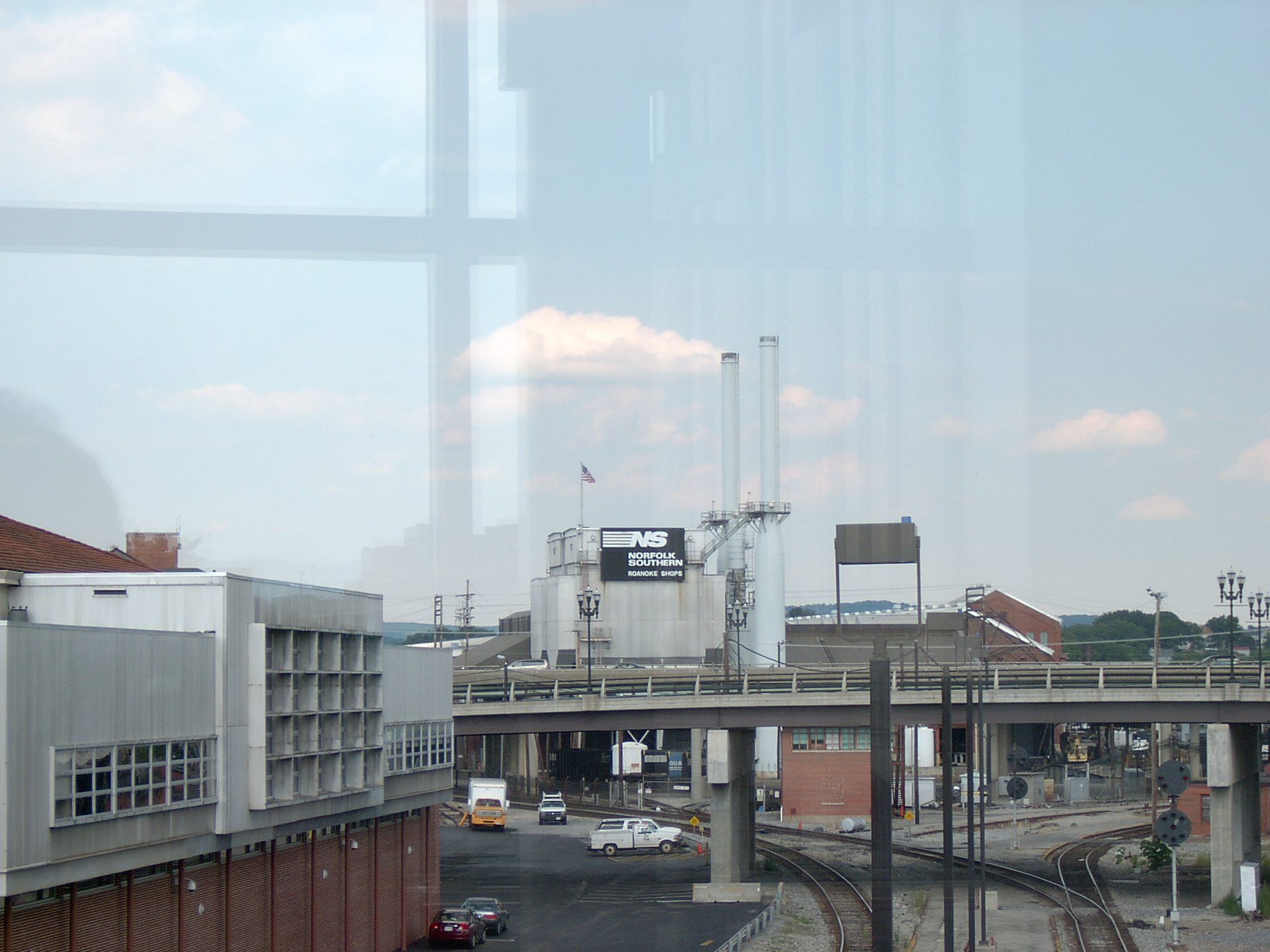
ノーフォーク・サザン鉄道ロアノーク工場、2004年

ロアノーク工場（ロアノークこうじょう、英語: Roanoke Shops）は、アメリカ合衆国バージニア州ロアノークに所在する、ノーフォーク・サザン鉄道の鉄道工場である。開所当時はロアノーク機械工場（英語: Roanoke Machine Works）という名称であった。

## 概要
1881年に設立され、1883年にノーフォーク・アンド・ウェスタン鉄道によって取得された。1881年以前のロアノークは、ビッグ・リック（Big Lick）という名の小さな農村に過ぎず、アトランティック・ミシシッピ・アンド・オハイオ鉄道（Atlantic, Mississippi and Ohio Railroad）の小さな駅が存在するだけであった。これを全て変えたのは、シェナンドー渓谷で鉄道を建設してきたシェナンドー・バレー鉄道（Shenandoah Valley Railroad）がアトランティック・ミシシッピ・アンド・オハイオ鉄道を買収し、ノーフォーク・アンド・ウェスタン鉄道へ改称し、ビッグ・リックを鉄道の合流点に選んだことであった。
町は新しい鉄道の中心として急速に発展し、ロアノークへ改称し、短期間に都市へと成長していった。巨大なロアノーク工場が建設され、およそ100年にわたってロアノーク峡谷最大の雇用者となった。
ロアノーク工場では、ノーフォーク・アンド・ウェスタン鉄道が設備を建設し、労働者は蒸気機関車の製造技術を身につけて、鉄道会社内で蒸気機関車の製造を行っていた。1930年代を通じて作業員は6,000人を超え、1日に4両の蒸気機関車と20両の貨車を取り扱っていた。製造されたのはあらゆる大きさの機関車に及び、次第によい技術が投入され、入換用の機関車から有名な流線型のクラスJ旅客用機関車、巨大な連接式の石炭列車牽引用クラスY、高速貨物用のクラスAなどに及んだ。70年間で447両の機関車がロアノーク工場で製造された。
1953年にロアノーク工場最後の機関車であり、アメリカにおける最後の国内使用用の機関車でもあったS1a形244号車が生産された。
ノーフォーク・アンド・ウェスタン鉄道での蒸気機関車の使用が1960年に終了し、クラスJの611号とクラスAの1218号は1980年代から1990年代初めまで観光用の列車に用いられた。これらの車両は今日では製造されたロアノークの街中にあるバージニア交通博物館（Virginia Museum of Transportation）に用意された、専用の展示館で保存されている。2020年5月18日には機関車工場が閉鎖され、全ての作業がペンシルベニア州アルトゥーナにあるフニアタ機関車工場に引き継がれた。